# Welitsch (Pressig)
Welitsch ist ein Gemeindeteil des Marktes Pressig im oberfränkischen Landkreis Kronach in Bayern.

## Geographie
Das Kirchdorf liegt an der Tettau und grenzt an das östlich gelegene Pressig. Im Westen schließt sich eine flachhüglige Landschaft, bestehend aus Acker- und Grünland, an. Im Nordosten befindet sich die bewaldete Anhöhe Pressiger Berg (561 m ü. NHN), im Südosten die bewaldete Anhöhe Rauher Berg (489 m ü. NHN). Die Staatsstraße 2201/L 2661 führt nach Heinersdorf (1,5 km nordwestlich) bzw. nach Pressig zur Bundesstraße 85 (1,7 km östlich).

## Geschichte
Der Ort wurde 1325 erstmals urkundlich erwähnt.
Gegen Ende des 18. Jahrhunderts gab es in Welitsch 16 Anwesen (12 halbe Güter, 3 Viertelgüter, 1 Mahlmühle). Das Hochgericht übte das bambergische Centamt Kronach aus. Die Dorf- und Gemeindeherrschaft hatte das Vogteiamt Kronach inne, die Grundherrschaft über alle Anwesen hatte das Kastenamt Kronach. Neben den Anwesen gab es noch 1 Kirche, 1 Schulhaus und 1 Gemeindehirtenhaus und 1 Viertelgut, das zu der Zeit unbewohnt war.
Infolge der Säkularisation kam der Ort 1803 zu Bayern. Mit dem Gemeindeedikt wurde 1808 der Steuerdistrikt Welitsch gebildet, zu dem Keimenschneidmühle und Welitscher Schneidmühle gehörten. Mit dem Zweiten Gemeindeedikt entstand 1818 die Ruralgemeinde Welitsch, die deckungsgleich mit dem Steuerdistrikt war. Sie war in Verwaltung und Gerichtsbarkeit dem Landgericht Teuschnitz zugeordnet und in der Finanzverwaltung dem Rentamt Rothenkirchen (1919 in Finanzamt Rothenkirchen umbenannt). 1837 wurde Welitsch dem Landgericht Ludwigsstadt zugewiesen. Von 1862 bis 1880 und von 1888 bis 1931 war für Welitsch das Bezirksamt Teuschnitz zuständig, von 1880 bis 1888 und ab 1931 das Bezirksamt Kronach (1939 in Landkreis Kronach umbenannt). Die Gerichtsbarkeit blieb beim Landgericht Ludwigsstadt (1879 in Amtsgericht Ludwigsstadt umbenannt, das 1956 eine Zweigstelle des Amtsgerichts Kronach wurde). Die Finanzverwaltung hat seit 1929 das Finanzamt Kronach. Die Gemeinde hatte eine Fläche von 4,890 km².
Am 1. Mai 1978 wurde Welitsch im Zuge der Gebietsreform in Bayern nach Pressig eingegliedert.

### Baudenkmäler
- Haus Nr. 6, 7, 11, 14: Wohnstallhäuser
- Haus Nr. 22: Katholische Filialkirche St. Anna
- Haus Nr. 29: Ehemalige Schule
- Vier Bildstöcke, ein Wegkreuz und vier Grenzsteine

Die folgenden Häuser listete Tilmann Breuer in dem Buch Landkreis Kronach von 1964 mit ihren ursprünglichen Hausnummern als Kunstdenkmäler auf. Sie werden in der Denkmalschutzliste nicht geführt, da sie entweder nicht aufgenommen, abgerissen oder stark verändert wurden.
- Haus Nr. 4: Eingeschossiger Wohnstallbau mit Satteldach des 18. Jahrhunderts. Blockbau, der Wohnteil ist verschiefert. Die Giebelseite trägt eine reiche dekorative Bemalung aus dem 19. Jahrhundert, auf der Hofseite befinden sich profilierte Balkenköpfe.[9]
- Haus Nr. 10: Eingeschossiger, ehemaliger Wohnstallbau des 18. Jahrhunderts. 1962 war noch der Wohnteil, ein Blockbau mit schwarz-weißer Verschieferung und profilierten Balkenköpfen auf der Hofseite erhalten, der Stallteil war bereits durch einen Neubau ersetzt. Unter dem Giebel befindet sich ein profiliertes Gesims.[9]
- Haus Nr. 13: Eingeschossiger Wohnstallbau des 18. Jahrhunderts mit Satteldach. Blockbau, der Wohnteil ist verschiefert. Auf der Hofseite befinden sich profilierte Balkenköpfe.[9]

### Einwohnerentwicklung
| Jahr      | 1818  | 1840   | 1852   | 1855   | 1861   | 1867   | 1871   | 1875   | 1880   | 1885   | 1890   | 1895   | 1900   | 1905   | 1910   | 1919   | 1925   | 1933   | 1939   | 1946   | 1950   | 1952   | 1961  | 1970   | 1987   | 2020  |
| Einwohner | 93    | 172    | 161    | 159    | 175    | 168    | 199    | 193    | 202    | 200    | 189    | 198    | 201    | 238    | 253    | 252    | 289    | 309    | 311    | 426    | 412    | 433    | 380   | 390    | 350    | 318   |
| Häuser    | 17    |        |        |        |        |        | 27     |        |        | 25     | 32     |        | 27     |        |        |        | 37     |        |        |        | 47     |        | 60    |        | 86     |       |
| Quelle    | [ 7 ] | [ 11 ] | [ 11 ] | [ 11 ] | [ 12 ] | [ 13 ] | [ 14 ] | [ 15 ] | [ 16 ] | [ 17 ] | [ 18 ] | [ 11 ] | [ 19 ] | [ 11 ] | [ 20 ] | [ 11 ] | [ 21 ] | [ 22 ] | [ 22 ] | [ 22 ] | [ 23 ] | [ 22 ] | [ 1 ] | [ 24 ] | [ 25 ] | [ 2 ] |

## Religion
Der Ort ist römisch-katholisch geprägt und war nach St. Bartholomäus in Rothenkirchen gepfarrt. Im Jahr 1926 erfolgte die Angliederung von St. Anna als Filiale an die neugegründete Kuratie Pressig.